# Tempeh

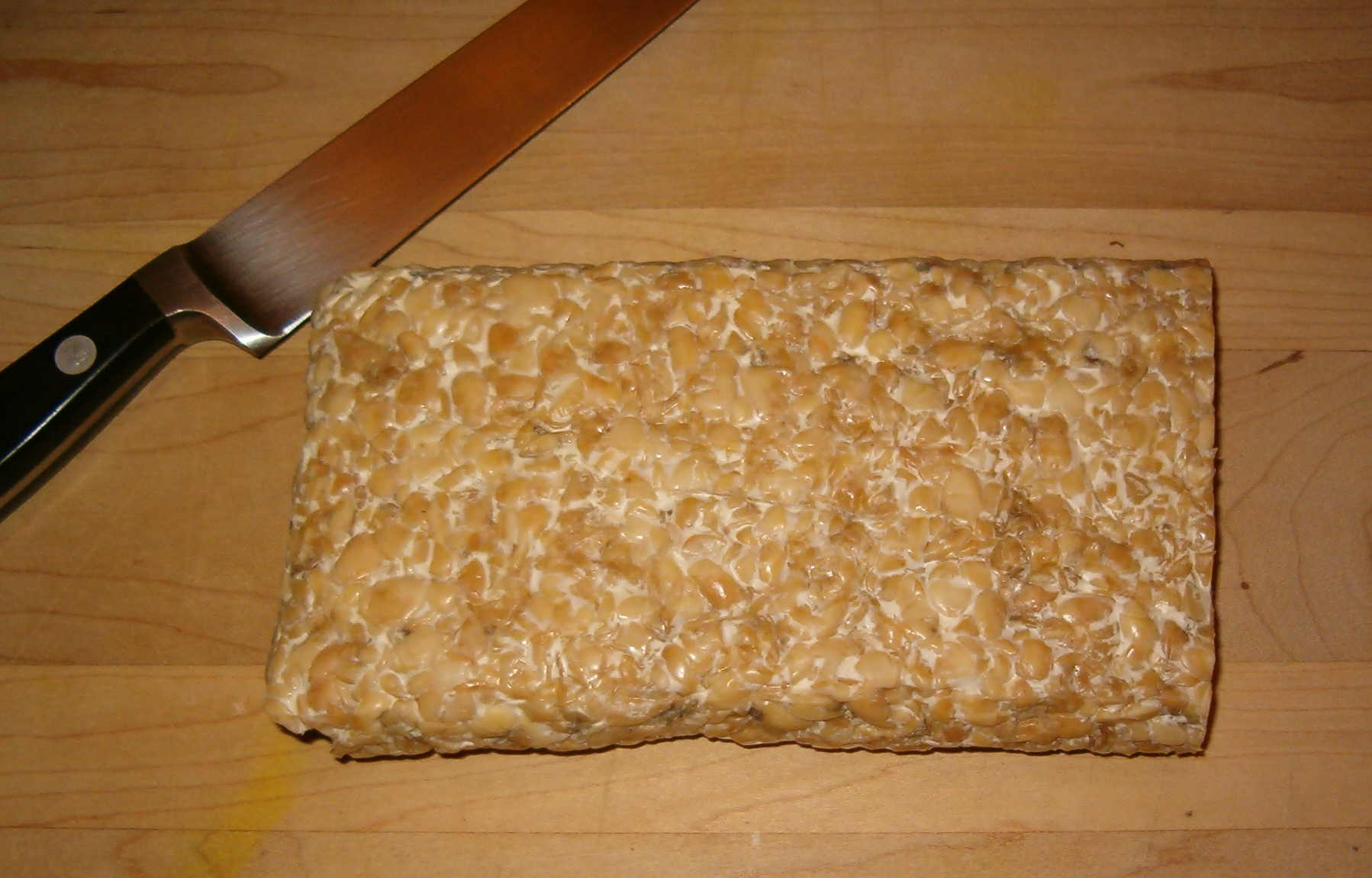
Bloc de tempeh fresc no cuit, tal com es pot trobar als herbolaris occidentals.

El tempeh és un aliment que prové del procés de fermentació de la soja. És sovint presentat en forma de blocs rectangulars amb els grans de la soja semienters units per un miceli. Té un gust fort i és ric en proteïna de bona qualitat. La paraula es refereix a una varietat de menjar fermentat (normalment llegums tendres) que es manté unit per un miceli dens de Rhizopus.
És un aliment molt típic de la cuina del Sud-est asiàtic, tot i que és un producte originari de l'illa de Java a Indonèsia, on és especialment popular. El més popular és el tempeh de soja, tot i que n'existeixen més menes. La soja, que conté una gran quantitat de proteïnes, és força difícil de digerir encara que estigui totalment cuita, és per això que és processada o fermentada per a poder ser millor assimilada.
El tempeh, en ser un producte fermentat, és indicat per a regenerar la microbiota intestinal i conté la vitamina B12 (molt important per a l'assimilació del ferro, entre d'altres) inexistent en el regne vegetal. És també ric en proteïnes, greixos insaturats, vitamines del grup B (B1, B2 i B12) i minerals com ara el calci, el fòsfor i el ferro. Aquestes característiques en fan un menjar molt important en dietes vegetarianes i veganes, ja que és una font important de proteïnes i vitamines.
Es pot cuinar de la mateixa manera que es faria amb les carns, és per això que és tant versàtil i n'existeixen tantes receptes.

## Etimologia
Hi podria haver-hi dos possibles orígens de la paraula. D'una banda podria provenir de «tempeh» del substantiu «tumpi» del vell javanès, que es refereix a una classe de menjar fet a partir de farina d'arròs amb aigua, llet o ou. Una altra teoria proposa que prové dels noms «tape» o «tapai», que és un menjar a base d'arròs que en la llengua proto-malayo-polinès vol dir aliment fermentat.

## Història
Tot i que l'escriptura a Indonèsia consta que va aparèixer el 850 aC a l'illa de Java, no apareix constància ni cap referència de l'origen del tempeh fins a la primeria del segle xix. Hi ha diverses hipòtesis sobre els llocs i les èpoques on va aparèixer. N'hi ha mencions fins a més o menys fa uns dos mil anys. Com a la Xina ja feien una mena de gastronomia similar a base de soja aquest en podria ser el país l'origen. La tradició hauria arribar a l'est de la illa de Java i es va estendre per a tota l'illa i la resta d'Indonèsia. No va ser fins al començament del segle xx que va conquerir la resta del món.

## Ingredients bàsics
Els ingredients bàsics del tempeh són: farina, mel o sucre, miso, oli, arròs, sal, salsa de soja (tamari o shoyu), midó i llegums o tofu. Dintre de cada ingredient hi ha la possibilitat de fer les variacions que es vulguin, és a dir, el tipus de farina, oli, els llegums, etc. Tot i que el més consumit i conegut és el de soja.

## Composició

### Proteïnes
Hi ha dos tipus de valors per a les proteïnes: la quantitat i la qualitat. La quantitat s'acostuma a expressar en percentatges, mentre que la qualitat de la proteïna d'un aliment depèn de la seva digestibilitat i de la configuració dels aminoàcids essencials. La digestibilitat fa referència a la proteïna que es troba en l'aliment i que pot ser utilitzada pel cos. El tempeh conté un 19,5 - 21% de proteïna, un 56% de la qual pot ser utilitzada pel cos.
Les proteïnes del tempeh contenen els vuit aminoàcids essencials, que li han de ser subministrats al cos, ja que no els podem sintetitzar. Cal destacar que el tempeh és un aliment limitant en metionina i cisteïna però molt ric en lisines, que complementen la mancança d'aquestes en la majoria de cereals. És a dir, els aliments poden complementar-se les proteïnes, aportant l'aminoàcid essencial limitant a un aliment que li falti, d'aquesta manera es pot millorar la qualitat mitjançant la combinació de proteïnes resultant.

### Vitamines
El tempeh és una font important de vitamines B1, B2 i B6, sintetitzades per Rhizopus, i de B12, sintetitzada per alguns bacteris i arqueus.
Va ser el primer aliment vegetarià que proveeix quantitats significatives de vitamina B₁₂. Aquesta vitamina és sintetitzada per alguns bacteris i arqueus, com per exemple Klebsiella pneumoniae i Citrobacter freundii, que són sovint afegits a l'inici de la preparació del tempeh. La quantitat de vitamina B₁₂ per 100 grams de producte fresc quan s'hi afegeixen bacteris productors d'aquesta és de 14,8 micrograms, mentre que es manté entre 1,5 i 6,3 micrograms en un inòcul habitual de Rhizopus. Aquesta síntesi prové de bacteris productors de vitamina B₁₂ que hi arriben com a contaminació del medi en algun moment de la producció de l'aliment.

### Minerals
El tempeh és una font de ferro, magnesi, potassi, zinc i manganès.

### Altres valors nutricionals
Té pocs àcids grassos saturats i hi abunden els àcids grassos poliinsaturats essencials. És molt baix en carbohidrats, fent-lo ideal per a dietes per a diabètics. No conté colesterol i hi ha estudis que recolzen que probablement pugui ajudar a reduir el colesterol LDL.
| Energia      | 803 KJ (192 Kcal) |
| Carbohidrats | 7.64 g            |
| Greixos      | 10.80 g           |
| Proteïnes    | 20.29 g           |
| Vitamines    |                   |
| B1           | 0.078 mg          |
| B2           | 0.358 mg          |
| B3           | 2.640 mg          |
| B6           | 0.215 mg          |
| B12          | 0.08 μg           |
| Minerals     |                   |
| Calci        | 111 mg            |
| Ferro        | 2.7 mg            |
| Magnesi      | 81 mg             |
| Manganès     | 1.3 mg            |
| Fòsfor       | 266 mg            |
| Potassi      | 412 mg            |
| Zinc         | 1.14 mg           |
| Aigua        | 59.65 g           |

## Producció
Per fer tempeh fa menester grans de soja, algun inòcul, com pot ser Rhizopus, i incubadores o llocs càlids, a més d'una hora de treball i vint-i-quatre hores d'incubació. És important mantenir una temperatura constant, utilitzar estris ben nets en un lloc net i sense pols i evitar el creixement de bacteris no esperats.
La producció de tempeh requereix unes condicions específiques. La temperatura ha d'estar entre 30-37 °C, una temperatura més alta pot impedir la correcta fermentació. La qualitat de l'iniciador i de l'aigua són claus per tal d'obtenir un tempeh de qualitat, de fet, l'aigua és recomanable que no contingui gaire clor o altres agents desinfectants, ni presenti excés de sals de calci o magnesi. Cal disminuir el pH mitjançant l'addició de vinagre o l'àcid làctic, perquè evita la presència de bacteris aliens que podrien alterar el procediment.
El tempeh no utilitzat immediatament es pot conservar la nevera uns quatre a cinc dies, congelar-se (resisteix indefinidament), o emmagatzemar-se a un lloc fred.

### Qualitat del tempeh
- Bon tempeh: Els grans es troben units de forma ferma i compacta per un miceli blanc i uniforme. Amb un aroma dolç o a bolet. Ha de ser una peça sencera sense esmicolar-se al desplaçar-la. Si presenta el miceli gris o esporulació negre s'ha incubat molt temps, però no és important a menys que faci olor d'amoníac.
- Tempeh inacabat: Els grans es troben units únicament per un miceli blanc i dispers. S'esmicola fàcilment. Necessita més fermentació, excepte si s'ha incubat més de 8 hores del temps recomanat, en aquest cas descartar.
- Tempeh incomestible: Tempeh que desprèn una olor d'amoníac o alcohol, el que indica la contaminació per bacteris salvatges, a causa d'un excés d'humitat o temperatura. Col·lapse de l'estructura i de color marró. Amb possibles colònies de microorganismes diferents del miceli volgut.

## Tipus
Els principals tipus de tempeh es troben agrupats en funció dels principals ingredients, que solen ser: llegums, cereals i soja, cereals, productes derivats de la preparació d'altres aliments, i llavors no lleguminoses. Cada mena pot patir canvis depenent del percentatge total de component principal, de la quantitat d'additius, entre els quals es troben conservants i/o adulterants, que es barregen amb els aliments bàsics; de l'estat en que és consumit (des de poc a massa madur) i del mètode en què ha estat preparat.

### De llegums
La gran majoria són d'aquest tipus, principalment de soja. Suposen un gran aport protèic i a més amb un baix cost de producció fent-lo accessible a tota la població, de fet és en part per això que la soja és el llegum més important en termes de producció. El tipus de llegums utilitzades són aquelles que són fàcils d'esclofollar i de crear un producte fermentat amb un bon gust.
La primera varietat de tempeh creada va ser el tempeh de soja. Segueix essent la més important englobant entre el 85% i el 90% de la producció mundial total. Majoritàriament està fet a partir de soja groga, ja que és fàcil de llevar-ne la beina i la seva mida permet crear un producte compacte i fàcil de tallar. Tot i així, s'utilitzen altres tipus de soja en algunes regions d'Indonèsia com per exemple la soja negra, entre d'altres. El tempeh de soja sense additius ni conservants s'anomena tempeh murni, i el que sí que en porta tempeh champur. També trobem el tempeh de fava de vellut (tempeh benguk), el tempeh de Leucaena (tempeh lamtoro), el tempeh de mongeta mung (tempeh kacang hijau) entre d'altres.

### De soja i cereals
La barreja de cereals i soja per fer un nou tipus de tempeh va sorgir per incrementar el seu contingut protèic i per buscar una nova classe de sabors. Durant la dècada dels 1960 es va començar a desenvolupar als Estats Units d'Amèrica. Produit per espècies de Rhizopus amb una activitat amilasa baixa. Per exemple, existeix el tempeh de soja i blat, el qual té textura i sabor diferents al de soja. Un altre és el de soja i arròs que es produeix de la mateixa forma.

### De cereals
Produïts únicament a partir de cereals i combinacions d'aquests. També obtinguts a partir d'experimentació amb altres espècies de Rhizopus durant a dècada dels 60 als Estats Units. Els resultats van ser satisfactoris en consistència, aroma i sabor, i des de llavors s'hi han comercialitzat, sobretot els fets a partir d'arròs, blat i mill.

### De productes derivats
Aquests tipus de tempeh són produïts pels productes secundaris de la producció d'altres aliments i barreges entre aquests. Es pot produir un tempeh que encara és més barat que el produït a partir de soja i a més aportant la mateixa quantitat de proteïna a un mòdic preu. Sobretot són consumits al centre i a l'est de l'illa de Java. Els productes secundaris més utilitzats per aquest tipus de tempeh són l'okara o polpa de soja (residu de la extracció de l'oli de la soja per a la producció de tofu), el premsat de coco i de cacahuet (després de l'extracció de l'oli essencial, el restant), i el premsat de mongeta mung.

### De llavors no lleguminoses
Tradicionalment a Indonèsia varis tipus de llavors han estat utilitzats, ja sigui amb llegums o sense, per a fer diferents varietats de tempeh. Per exemple, el tempeh kaloko és el que està fet a partir de llavors d'arbre de goma. També s'utilitzen llavors d'ocra i sèsam.

## Microbiologia del procés fermentatiu

### Microorganismes utilitzats en la producció del tempeh[1][2]
Avuí en dia, el gènere de fongs que més s'utilitza en la fabricació del tempeh és el gènere Rhizopus i dins d'aquest gènere trobem moltes espècies importants:
- Rhizopus oligosporus: Aquesta és la més utilitzada en la fabricació del tempeh a Indonèsia i Amèrica. És la que té activitats proteasa i ligasa més fortes, ideals per la ruptura d'abundants proteïnes i lípids de la soja. A més a més, presenta una activitat amilasa dèbil per la qual cosa es pot produir tempeh a partir de cereals.
- Rhizopus oryzae: Aquesta espècie és coneguda per tenir activitat amilasa més potent fent que sigui pràcticament inviable la fabricació de tempeh a partir de cereals. També presenta una potent activitat proteasa (un nivell inferior a R.oligoporus) pel que es pot utilitzar per produir tempeh a patir de soja.
- Rhizopus arrhizus: Té una activitat amilasa també molt potent que s'utilitza més en la producció del tempeh a partir de la soja.
- Rhizopus stolonifer: Presenta l'activitat amilasa més baixa de tots els fongs empleats en la fermentació del tempeh. També presenta l'activitat proteasa més baixa, per la qual cosa, es pot emplear en cereals però dificulta l'ús de soja per produir tempeh. Aquesta espècie és la més comuna també en les floridures del pa exposades a l'aire.
- Rhizopus achlamydosporus: la tercera activitat proteasa més alta i una activitat amilasa moderada. No s'usen molt en la fabricació del tempeh.
- Rhizopus formosaensis: la tercera activitat amilasa més alta. Rar de trobar.
- Rhizopus chinensis: tempeh a partir de soja.
- Rhizopus cohnii: tempeh a partir de soja.

La distribució d'aquestes espècies a Indonèsia varia entre províncies, depenent en part del clima. Aquesta variació afecta el procés de formació del tempeh.
Moltes d'aquestes espècies han passat de trobar-se exclusivament en estat salvatge a poder ser conreades, com la majoria de plantes domèstiques d'avui dia, com el blat de moro o la pròpia soja.

### Preparació de la soja per a la fermentació i fermentació[1][6]
El procés comença amb el rentat i assecat de la soja, per a després precuinar-les durant 30 minuts. Aquest procés permet una millor extracció de les llavors de soja i matarà tots els microorganismes que es trobaven presents abans de l'elaboració del tempeh, que podrien afectar el resultat final. A més també serveix per eliminar els factors inhibitoris dels microorganismes fermentadors del tempeh. Aquí s'inicia el procés de prefermentació, en què els microorganismes que han sobreviscut fins ara, com alguna mena de Streptococcus o Lactobacillus, comencen a fermentar la soja, provocant una baixada de pH que beneficiarà els microorganismes que s'afegiran després per dur a terme la fermentació final.
A continuació ve l'extracció de la closca de la llavor de soja perquè els enzims dels fongs fermentadors puguin arribar al substrat, encara que en algunes varietats de tempeh es pot deixar la closca. La soja torna a ser cuinada de nou en l'aigua on s'ha realitzat la precocció. Després es courà durant una hora. Aquesta cocció és necessària per suavitzar la soja i incrementar el seu valor nutritiu, inutilitzar inhibidors de la fermentació com l'inhibidor tripsina i finalitzar el procés de pre-fermentació, tot i que molts bacteris pre-fermentadors o les seves espores puguin sobreviure a aquest procés. Com que és un procés fermentatiu, cal un inòcul de microorganismes que duguin a terme el procés. Hi ha diverses maneres de fer l'inòcul:
- Poden emprar llavors de soja inoculades prèviament amb aquests microorganismes.
- Usant microorganismes esporulats simplement.
- Usant microorganismes no esporulats.

Aquests mètodes poden variar tant en grau de puresa de l'inòcul, trobant inòculs purs d'un sol microorganisme o inòculs que contenen més d'un microorganisme, i en la concentració de l'inòcul. Totes aquestes combinacions presenten avantatges i desavantatges en funció del tipus de tempeh que es desitja fer.
És molt important utilitzar la quantitat d'inòcul correcta, ja que una inoculació massa petita pot portar a temps de fermentació molt llargs i una inoculació massa gran pot comportar efectes indesitjats en el consumidor.
Els requeriments per al creixement dels fermentadors són variats:
- En primer lloc, és una fermentació aeròbica, ja que Rhizopus és aerobi obligat, pel que és necessari una aportació continua d'aire. No obstant això, una aportació massa baixa impedeix el creixement màxim del fong i una aportació massa elevada pot assecar massa la soja i així inhibir el creixement del fong.
- Quant a la humitat, tant la soja com l'aire que té al voltant ha de tenir la humitat apropiada. S'usen percentatges diferents d'humitat depenent de la part del món, però el més comú és realitzar-lo amb un rang d'humitat entre el 75-80%.
- La temperatura òptima per al creixement és al voltant d'uns 30-37 °C.
- El pH ha de ser al voltant de 5.0 o lleugerament inferior a l'hora d'inocular, encara que es poden admetre lleugeres variacions.
- Els nutrients els obtenen de la pròpia soja, però cada espècie de fong és capaç d'utilitzar només certs nutrients de la soja, com sucres, proteïnes, àcids grassos… Els sucres majoritaris en la soja són la sacarosa, la stachyosa i la rafinosa. La font de nitrogen per sintetitzar aminoàcids l'obtenen de les pròpies proteïnes de la soja

El temps que dura el procés fermentatiu pot variar entre 24 i 72 hores.
El tempeh pot ser emmagatzemat durant llargs períodes sense perdre les seves propietats gràcies als antioxidants produïts de manera natural pels fongs durant la fermentació si és congelat i / o deshidratat. Sinó, té un període perible d'entre 1-3 dies.

## Emmagatzematge
El tempeh és un producte perible que té el millor sabor i textura quan es manté fresc, tot i així hi ha algunes maneres que permeten emmagatzemar-lo més temps amb les mínimes pèrdues en qualitat:  
1. Refrigeració: es col·loca el tempeh en una bossa de plàstic o en paper film i es manté preferiblement sota els 4ªC. Es pot mantenir en bones condicions fins a una setmana. No cal preocupar-se si al cap d'uns dies es torna de color grisós o genera una olor una mica desagradable, ja que és degut a l'esporulació del fong.
2. Congelació: el tempeh es manté en bones condicions durant mesos al congelador. Malgrat això, és probable que perdi la textura habitual. També és possible bullir el tempeh abans de congelar-lo, així es mataria el fong i es pararia l'activitat enzimàtica, fent que es pugui emmagatzemar durant més de tres mesos.[1]

Tot i que aquests són els mètodes més habituals i més recomanats n'hi ha d'altres, com per exemple la liofilització, l'enllaunat, la deshidratació per aire calent, la dessecació al Sol o el fregit (Deep-frying).

## Algunes receptes amb tempeh
Alguns exemples de receptes convencionals en les que apareix el tempeh són:
- Tempeh cruixent condimentat: recepta molt simple que bàsicament consisteix en tallar el tempeh a tires, fregir i acompanyar-lo amb salsa i arròs.
- Fondue de tempeh: consisteix a tallar el tempeh en glaçons i acompanyar-lo de verdures en una fondue.
- Sandvitxos de tempeh, enciam i tomàquet.
- Truites amb tempeh i guacamole.

Pràcticament, el tempeh es pot afegir a tots els àpats, ja sigui com a acompanyant o bé com a peça principal. Hi ha un gran nombre de receptes en què se n'hi pot afegir.

## Utilitats
S'ha observat que el tempeh té propietats medicinals, ja que els fongs produeixen de manera natural agents termoestables que actuen com a antibiòtics. Aquests antibiòtics ens poden protegir enfront certs organismes patògens, normalment inhibint el creixement de grampositius, com per exemple Staphylococcus aureus.
També s'usa com una font de proteïnes en les dietes veganes i vegetarianes. A més és una major font de vitamina B₁₂ que els aliments d'origen animal, a excepció del fetge de vedella, que conté 80 micrograms de vitamina B₁₂ per cada 100 grams d'aliment.
A part, el tempeh, entre d'altres derivats de la soja, és dels pocs aliments alts en proteïnes i calci que es troben relativament lliures de tòxics químics. En comparació, la carn conté 20 cops més pesticides que els llegums i els lactis 4 cops més. Això és degut al fet que el pesticides, herbicides i els metalls pesants tendeixen a concentrar-se als teixits greixosos dels animals.